# Mandy Gonzalez

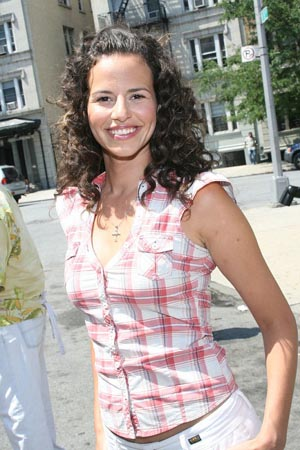
Mandy Gonzalez

Mandy Gonzalez, född 22 augusti 1978 i Santa Clarita i Kalifornien, är en amerikansk skådespelare och sångare. 

## Skådespelarkarriär
Debuten på Broadway kom 2001 i rollen som prinsessan Amneris i Tim Rice/Elton Johns uppsättning av Aida som ersättare för Idina Menzel. 2002 spelade hon Sarah i Broadway musikalen Dance of the Vampires. 2003 återvände hon till Aida för att spela en av huvudrollerna, tillsammans med Deborah Cox och Will Chase.

## Film och TV
- Across the Universe (regi: Julie Taymor)
- In God's Hands
- The Good Wife
- Third Watch
- Guiding Light
- After